# قصبة النوار
القصبة النوار أو القصبة الفيلالي هي منطقة مسورة عسكري سابقًا في مدينة القديمة لفاس بالمغرب. ويعني اسمها «قلعة الزهور»، ولكن يُشار إليها أحيانًا باسم قصبة الفيلالي وقصبة الشرفة. وهي واحدة من عدة من الحاويات العسكرية المحصنة أو القصبات التي تم بناؤها حول مدينة فاس القديمة عبر فترات مختلفة.

## التاريخ
يعود تاريخ تأسيس القصبة إلى فترة الموحّدون عندما أعاد محمد الناصر (القرن الثاني عشر) بناء تحصينات فاس. ومن المرجح أنها اتخذت شكلها الحالي، خلال الفترة العلوية، عندما اكتسبت ارتباطها بالفيلالية (مستوطنون من منطقة تافيلالت من عائلة الفيلالي البارزة).

### فترة القرون الوسطى (من القرن الثاني عشر إلى القرن السادس عشر)
غزا الموحدون مدينة فاس تحت قيادة عبد المؤمن بن علي في عام 1145 بعد حصار صعب كان السكان قد أثاروا فيه مقاومة شرسة. وانتقاماً لهذه المعارضة ولمنع المقاومة في المستقبل، أمر عبد المنعم بهدم جميع أسوار وتحصينات فاس. ولكن في نهاية المطاف، ونظرا للأهمية الاقتصادية المركزية للمدينة ودورها كقاعدة عسكرية لشمال المغرب، قام الخليفة الموحد الرابع، محمد الناصر (1199-1213)، ببناء دائرة جديدة من أسوار المدينة وكذلك قلعتين أو قصبة في غرب المدينة. قرار تحصين المدينة في ذلك الوقت قد يكون أيضا بسبب الهزيمة الخطيرة التي تعرص لها الموحدون في معركة العُقاب في العام نفسه، والتي جعلت الإمبراطورية أكثر عرضة للخطر.
وكانت إحدى هذه القصبات الجديدة قصبة نوار، التي أقيمت في منطقة مجاورة للبوابة الغربية لباب محروق (التي بنيت أيضاً في ذلك الوقت). أما الآخرى، القصبة بو جلود، بُنيت بالقرب من الجنوب في موقع قلعة المرابطون السابقة بالقرب من باب بو جلود. لم تعد قصبة بو جلود محصنةً اليوم، ولكنها كانت ذات أهمية ملحوظة لكونها مسكن حاكم فاس في فترات مختلفة (بما في ذلك في بداية القرن العشرين).
ومع ذلك، استمر النظام الدفاعي في فاس في التطور. ووجد المرينيون، الذين خلفوا الموحدين في القرن الثالث عشر وجعلوا من فاس عاصمتهم ومكان إقامتهم، أن القلاع العسكرية الحالية غير كافية. وبدلاً من ذلك، قاموا ببناء مدينة فاس الجديدة بالقصر الجديدة إلى الغرب، خارج المدينة القديمة (فاس البالي)، بجدرانها ومعاقلها الخاصة. عندما استولت سلالة السعديين على المغرب (القرنان السادس عشر والسابع عشر) تم نقل العاصمة إلى مراكش، في حين بنى السعديون حصونًا جديدة (من بينها برج نورد) لإبقاء فاس تحت السيطرة.

### الفترة العلوية (القرن السابع عشر حتى الآن)
السلطان العلوي الأول مولاي رشيد (1664-1672) حوّل فاس مرة أخرى إلى عاصمة المغرب. كان الشّرفة العلويين (أحفاد النبي محمد) متمركزين في منطقة الواحة الشرقية من تافيلالت قبل غزوهم للبلاد، ونتيجة لذلك تَبع مولاي رشيد ورافقه العديد من الناس من تلك المنطقة عندما وصل إلى السلطة. أعطيت قصبة النوار للمستوطنين من تافيلالت وبذلك أصبح اسمها قصبة فيلالي (بمعنى «قلعة أهل تافيلالت»؛ فيلالي هي الاسم المقابل). مُنحهت وضعًا خاصًا واستقلالية عن بقية المدينة القديمة. كما بنى مولاي رشيد أيضًا قصبة شراردة المجاورة لإيواء قبائل الغويش، مما يدل على مدى قيام السلاطين في كثير من الأحيان ببناء مناطق جديدة على حافة فاس لحماية احتياجات نظامهم.
تم ترميم جدران قصبة النور ومسجدالجامع في فترة حكم السلطان العلوي مولاي سليمان (1792-1822). كما ورد أن بوابة القصبة الرئيسية، باب الشرفة، تعود أيضًا إلى الفترة العلوية بشكلها الحالي.

#### المجتمع والحكم الذاتي في عصر العلوي
تاريخيًا، منذ العصر العلوي، كان المجتمع داخل القصبة يتمتع بيحكم الذاتي (بدلًا من أن يحكمه مسؤولون في الحكومة المركزية). انتخبت مجلسها الخاص المكون من 12 شيخًا قاموا بدورهم بتعيين رئيس وأمين وأمينًا للصندوق. كان هؤلاء القادة مسؤولين عن إدارة خدمات الحي وبنيته التحتية، والتي يمكن الحفاظ عليها بفضل الإيرادات المحجوزة بشكل خاص بموجب اتفاقيات الوقف. وشملت هذه الإيرادات، على سبيل المثال، عائدات المحلات التجارية المختلفة والسكان المستأجرة.
يعكس هذا الحكم الذاتي حقيقة أنه حتى القرن العشرين على الأقل ، كان القصبة يسكنها بشكل صارم عائلات من أصل فيلالي (تافيلالت)، ومن المحتمل أن يعكس هذا النظام ممارسات الحكم المحلي الذي كان موجود في تافيلالت. من بينها أيضًا العديد من العائلات الشُرفة من العائلة الملكية العلوية الممتدة (أيضًا من أصل فيلالي، كما هو مذكور)، والتي ربما تكون الدافع للوضع الخاص للمنطقة. (قد يكون هذا أيضًا سبب تسمية بابها باب الشرفة؛ كون الشرفة جمع الجمع العربي.) مُنع دخول الغرباء للقصبة، وهو ما قد لا يزال صحيحاً إلى حد ما حتى اليوم.

## الوصف
تقع القصبة (القلعة) في الطرف الغربي أو الشمالي الغربي لفاس البالي، بين باب بو جحول (المدخل الغربي الرئيسي للمدينة القديمة) وباب المحروق. وهي محاطة بِجُدران مُحصنةٌ طويلة ومغلقة عن باقي المدينة: فالأسوار الرئسية للمدينة في فاس البالي تمتد على طول الجانب الشمالي الغربي، في حين أن جدارًا آخر يقلصها من جانبيها الشرقي والجنوبي.
نقطة دخوله الوحيدة هي باب الشرفة، وهي بوابة ضخمة تفتح من ساحة بو جلود (ساحة بو جيلود، والمعروفة أيضًا باسم ساحة الباشا البغدادي أو ساحة البغدادي). يحيط بالبوابة برجان مثمنان قويان ومزخرفان بأنماط منحوتة. في الداخل، تحتوي البوابة على ممر منحني (أي أنها تدور بزاوية مستقيمة عدة مرات) وتتألف من عدة غرف متتابعة. يوجد داخل الأبراج عشرات الغرف التي يمكن تأجيرها تاريخيًا للمساهمة في الدخل الامجتمع.
داخل الجدران، تُعتبر القصبة اليوم منطقة سكنية مليئة بالمنازل والأزقة المتعرجة، مثل بقية المدينة. وفي الداخل شمالًا، بالقرب من بداية الشارع الرئيسي للقصبة، يوجد مسجد جامع، يحيط به ساحة عامة صغيرة ( أوساط باب الجامعة). مئذنته بارزة إلى حدٍ ما ويمكن رؤيتها بسهولة من خارج القصبة ، وبوابتها الرئيسية خارج الساحة. تاريخ وأصل المسجد غير مؤكد، ولكن من المرجح أن يتزامن مع تأسيس القصبة، مما قد يجعله من تأسيس الموجدون أيضًا، ولكن على الأرجح تم ترميمه أو إعادة بنائه في وقت لاحق تحت حكم العلويين.
خارج القصبة، أمام باب الشرفة، يوجد سوق محلي واسع ومفتوح النطاق أقيم هناك منذ أجيال.

## معرض الصور

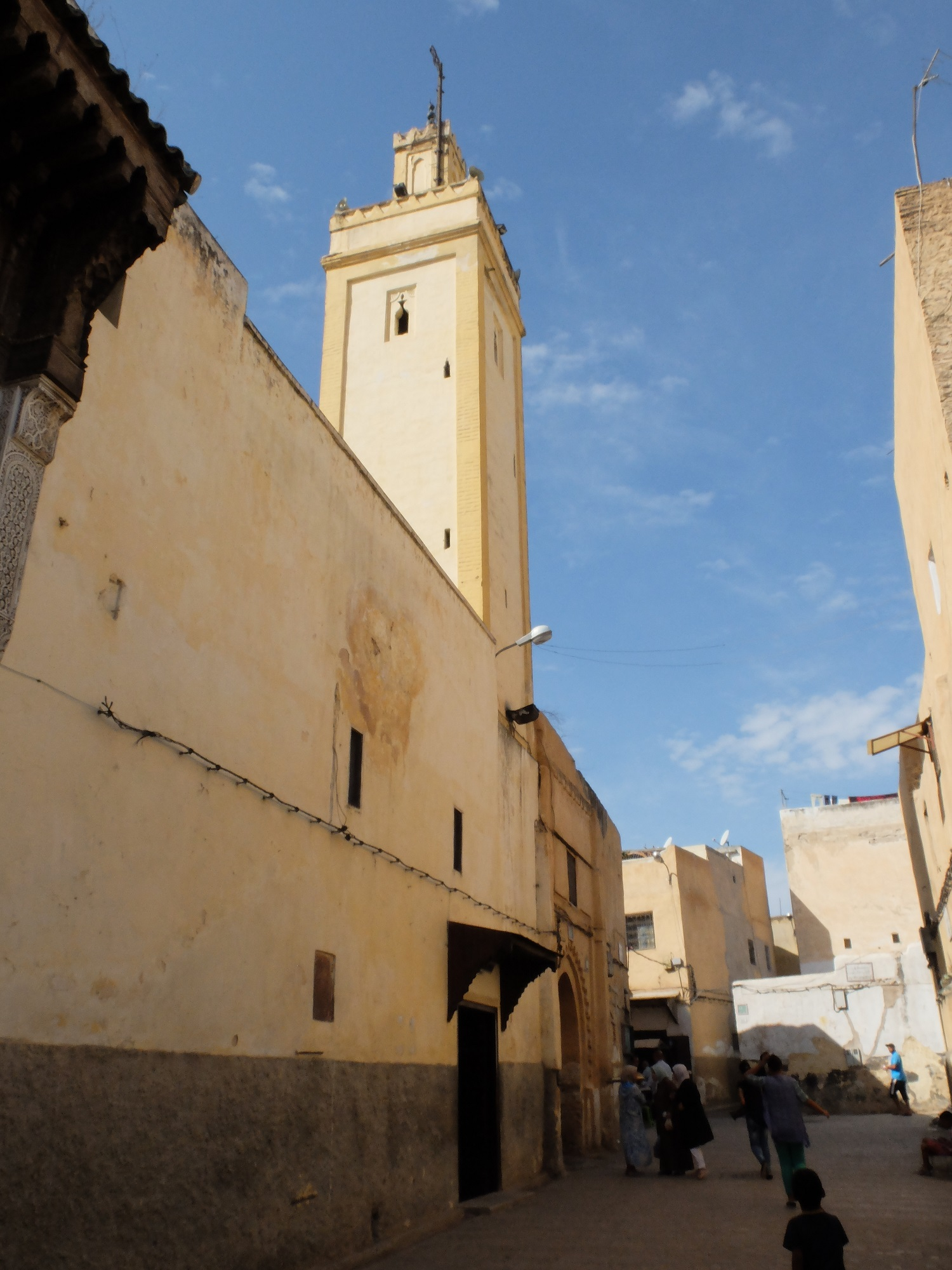
مسجد القصبة.
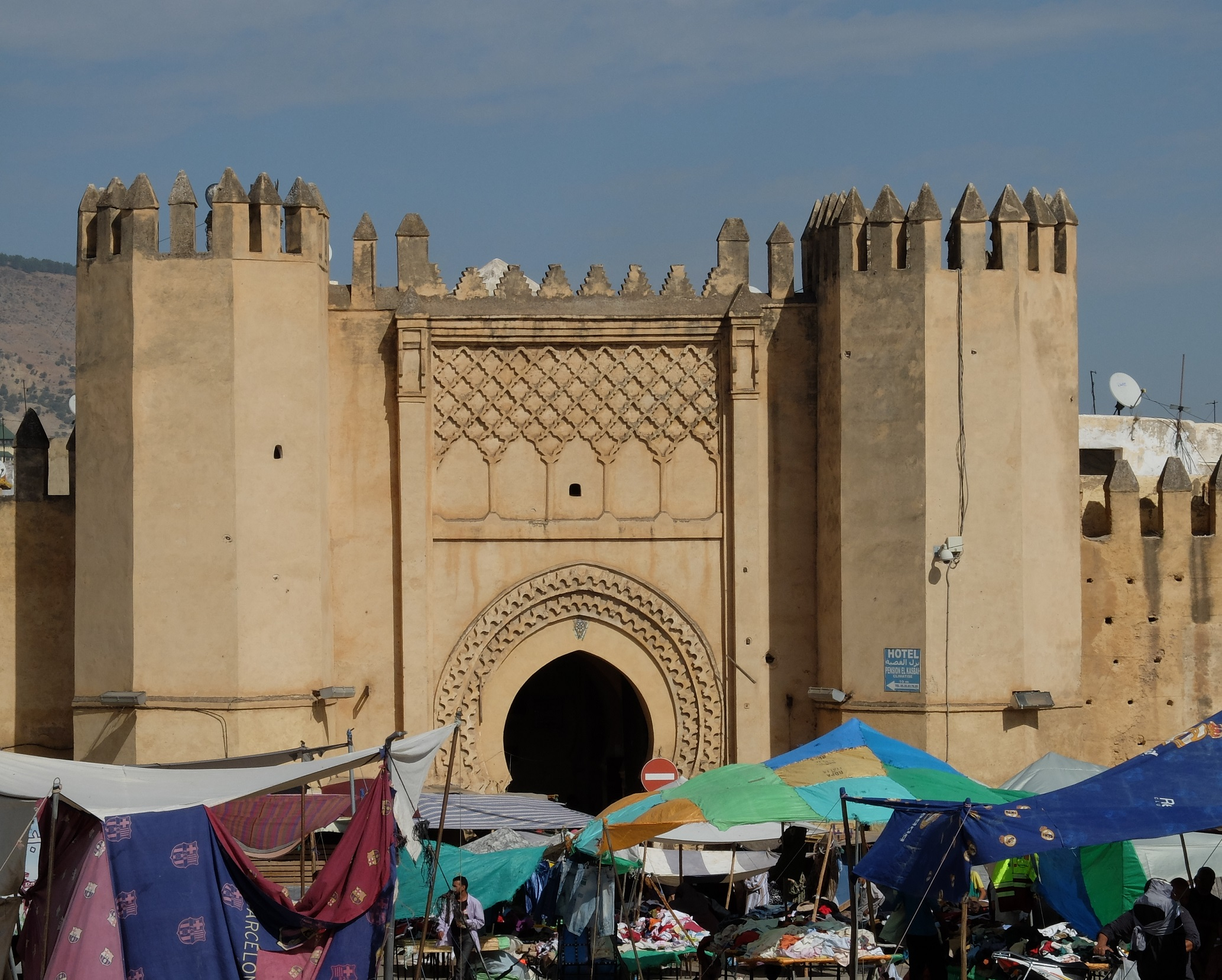
باب الشرفة بوابة القصبة ومدخلها من ساحة بو جلود. يوجد سوق أمام البوابة في معظم الأيام.
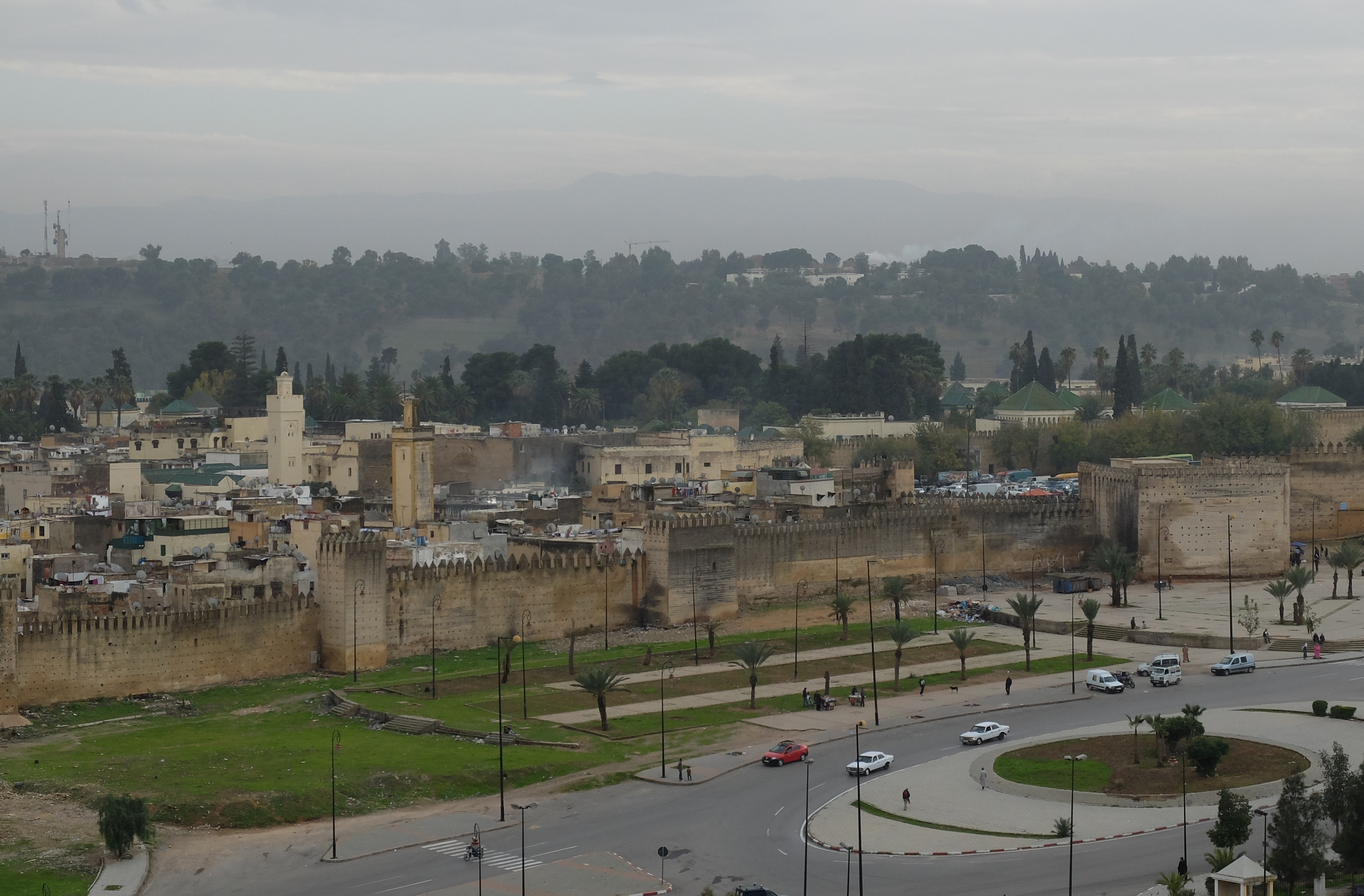
منظر للقصبة من خارج الأسوار إلى الشمال. المئذنة الثانية من اليسار تنتمي لمسجد القصبة. المعقل المستطيل في أقصى اليمين هو باب محروق الضخمة للقصبة.